# Зовнішня політика Белізу
Зовнішня політика Белізу — загальний курс Белізу в міжнародних справах. Зовнішня політика регулює відносини Белізу з іншими державами. Реалізацією цієї політики займається міністерство закордонних справ Белізу.

## Історія
1964 року в Британському Гондурасі було введено самоврядування. 1 червня 1973 року назва держави було змінено на Беліз. 21 вересня 1981 була проголошена незалежність від Великої Британії і прийнята конституція. Беліз був прийнятий в якості члена Організації Об'єднаних Націй, Руху неприєднання і Співдружності націй. Беліз має 14 посольств в інших державах, одне консульство і три місії в міжнародних організаціях.

## Участь в регіональних організаціях
Беліз входить в такі регіональні організації: Асоціація карибських держав, Організація американських держав, Система центральноамериканської інтеграції, Організація Східно-карибських держав, Зона вільної торгівлі Північної та Південної Америки, Саміт Америк, Карибське співтовариство (КАРИКОМ).

## Участь в міжнародних організаціях
Беліз співпрацює з наступними міжнародними організаціями: Світова організація торгівлі (СОТ), Міжнародний суд ООН, Країни Африки, Карибського басейну і Тихого океану, Європейський союз, Малі острівні держави, що розвиваються, Співдружність націй, Організація Об'єднаних Націй.